# El disco de Navidad
Albums de Charles Aznavour
Tú pintas mi vida
(2008)
El disco de Navidad est un album posthume de Charles Aznavour sorti le 10 mai 2024. C'est son 8e et dernier album en espagnol. Aznavour l'a enregistré en 1996.

## Liste des titres
| N° | Titre                             |
| -- | --------------------------------- |
| 1  | "Ave Maria" (4:28)                |
| 2  | "Un Nino Nacio" (2:47)            |
| 3  | "No Comprendo" (3:20)             |
| 4  | "Navidad De Ayer" (3:54)          |
| 5  | "Papa Calypso" (3:30)             |
| 6  | "Con Que Se Hace La Nieve" (3:19) |
| 7  | "Navidad Mi Amor" (2:29)          |
| 8  | "Nacera De Mi En Navidad" (3:24)  |
| 9  | "Manana Es Navidad" (2:15)        |
| 10 | "Hosanna" (2:36)                  |